# گجو مته
گجو مته (به انگلیسی: Gajju Matta) یک منطقهٔ مسکونی در پاکستان است که در پنجاب واقع شده‌است.